# Eclipse Aviation

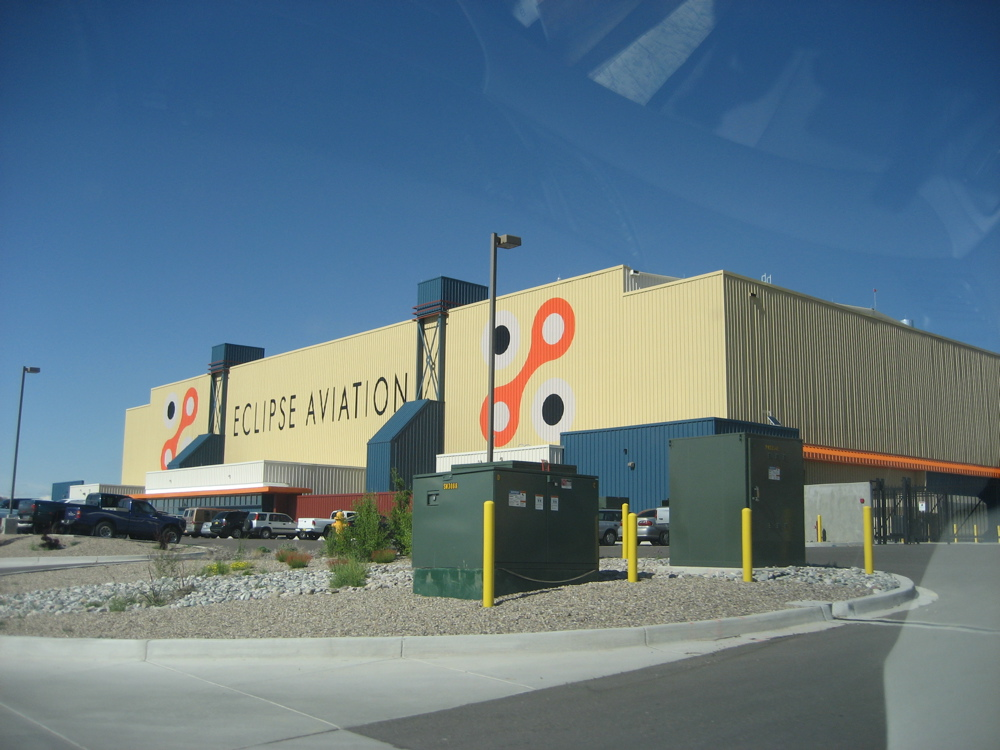
Eclipse Aviation

Die Eclipse Aviation Corporation war ein US-amerikanischer Flugzeughersteller mit Sitz in Albuquerque.

## Geschichte
Das Unternehmen wurde 1998 durch den früheren Microsoft-Manager Vern Raburn, der bis Juli 2008 die Position des CEO bekleidete, gegründet. Die Mitarbeiterzahl betrug im Jahr 2007 ungefähr 1.300 Personen.
Am 25. November 2008, nur vier Tage nach der europäischen Typzulassung für die Eclipse 500, beantragte das Unternehmen Gläubigerschutz nach Chapter 11. Als Grund für die Finanzprobleme nannte die Geschäftsführung die falsch eingeschätzten Produktionskosten, die bereits im Sommer 2007 zu einer deutlichen Anhebung der Verkaufspreise geführt hatten. Das Verfahren wurde am 20. Januar 2009 eröffnet. Am 5. März 2009 begann die Liquidation von Eclipse Aviation nach Chapter 7 des US Insolvenzrechts. 
Zwischenzeitlich wurde bekannt, dass der frühere Vertriebspartner ETIRC mittels der eigens gegründeten Gesellschaft EclipseJet Eclipse Aviation übernehmen und die Produktion und Wartung der Eclipse 500 fortsetzen wollte. Man war jedoch nicht in der Lage, die erforderlichen Finanzmittel für die Übernahme aufzubringen. Im Frühjahr 2009 ging auch ETIRC selbst pleite. Eine Auktion der Betriebsmittel und -stätten von Eclipse Aviation war für August 2009 angesetzt.
Eine Folge der Insolvenz und Liquidation war, dass die Europäische Agentur für Flugsicherheit ihre Zulassung für die Eclipse 500 aufgrund nicht gezahlter Gebühren zum 12. Juni 2009 aussetzte.

## Eclipse Aerospace
Das Unternehmen wurde von Mike Press and Mason Holland übernommen und am 20. August 2009 in Eclipse Aerospace umbenannt.

## Modelle
Eclipse Aviation lieferte den zweistrahligen Very Light Jet (VLJ) Eclipse 500 ab 2006 aus – bis zum erzwungenen Produktionsende verließen etwa 270 Exemplare die Werkshallen in Albuquerque. Weitere geplante Produktionsstandorte waren New York und Gainesville, Florida. Im Jahr 2007 wurde ein zunächst als Eclipse Concept Jet bezeichneter, flugfähiger Prototyp eines einstrahligen Leichtflugzeugs vorgestellt. Ab Mai 2008 bot man den Typ als Eclipse 400 zum Kauf an. Die Auslieferung sollte ab Ende 2011 erfolgen.